# Falzhobel

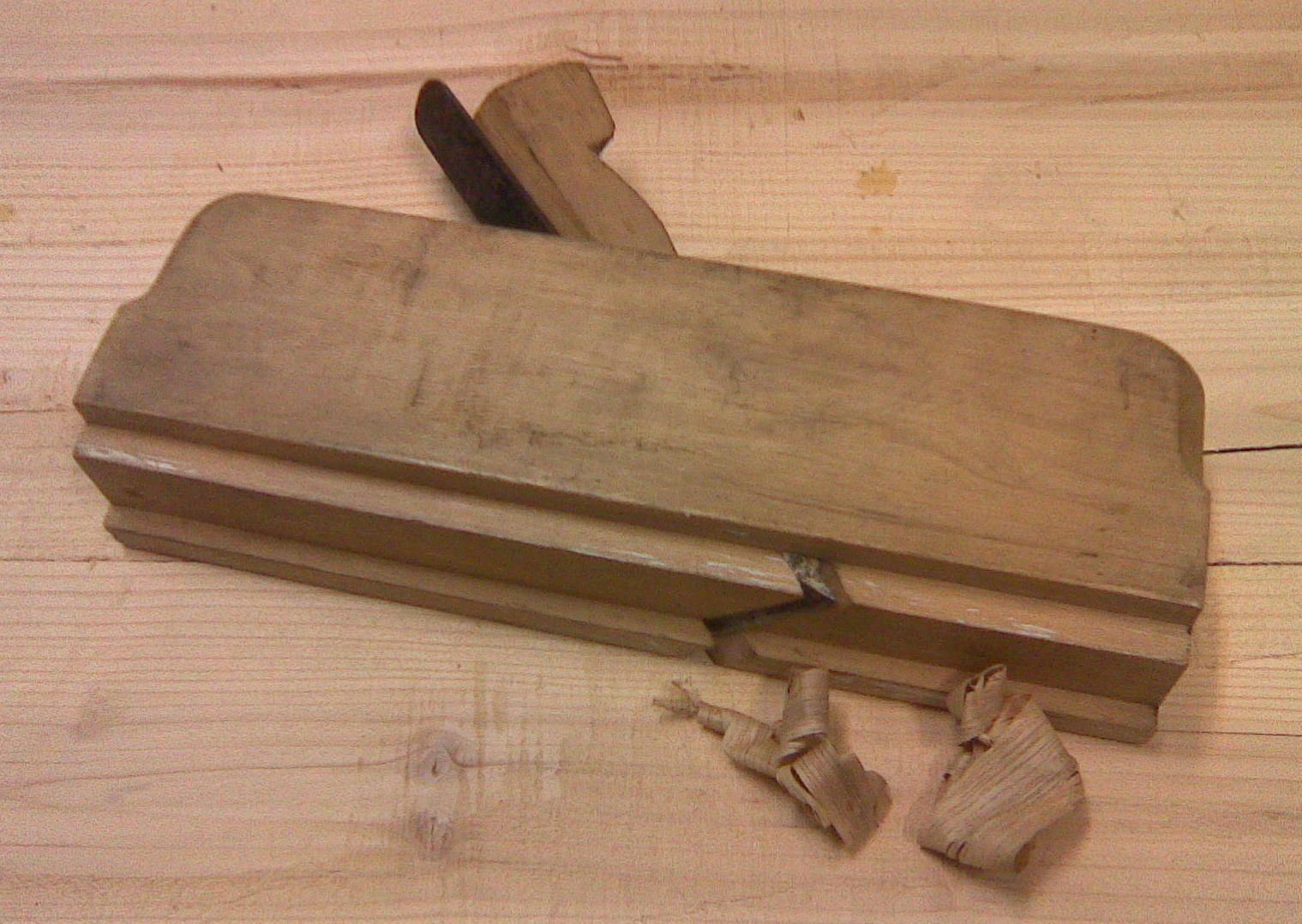
Einfacher Falzhobel

Der Falzhobel ist ein Handhobel zum Herstellen von Falzen und Absätzen bei der Holzverarbeitung.
Es gibt einfache und verstellbare Falzhobel. Bei dem einfachen Falzhobel springt eine Hobelkastenwange zurück und dient als Auflauf. Hierdurch wird die Tiefe des Falzes bestimmt. Die andere Wange springt gegen die Hobelsohle vor und bildet den Anlauf, wodurch die Breite des Falzes festgelegt ist. Da beide Wangen unverstellbar sind, können mit diesem Hobel nur Falze einer bestimmten Breite und Tiefe hergestellt werden. Meist steht das Hobeleisen schräg, um Querholz sauber zu bearbeiten.
Bei den verstellbaren Falzhobeln werden einstellbare Metall- oder Holzschienen als An- und Auflauf zur Festlegung der Größe der Falze benutzt. Es können bis zu 30 mm breite Falze hergestellt werden. Für die Querholzbearbeitung ist außer der Schrägstellung des Eisens ein Vorschneider vorhanden. Der Vorschneider durchschneidet die Holzfaser in Hobelrichtung, bevor die Spanabnahme durch das Eisen erfolgt.
Dem Falzhobel ähnlich sind von Aufbau und Verwendung Plattbank und Grathobel, die jedoch keinen rechtwinkeligen Absatz erzeugen.
Da heute Maschinen diesen Arbeitsgang übernehmen, wird der Falzhobel nur noch selten eingesetzt. Dennoch gibt es moderne Falzhobel, die noch per Hand bedient werden und vorzugsweise von kleinen Betrieben verwendet werden.

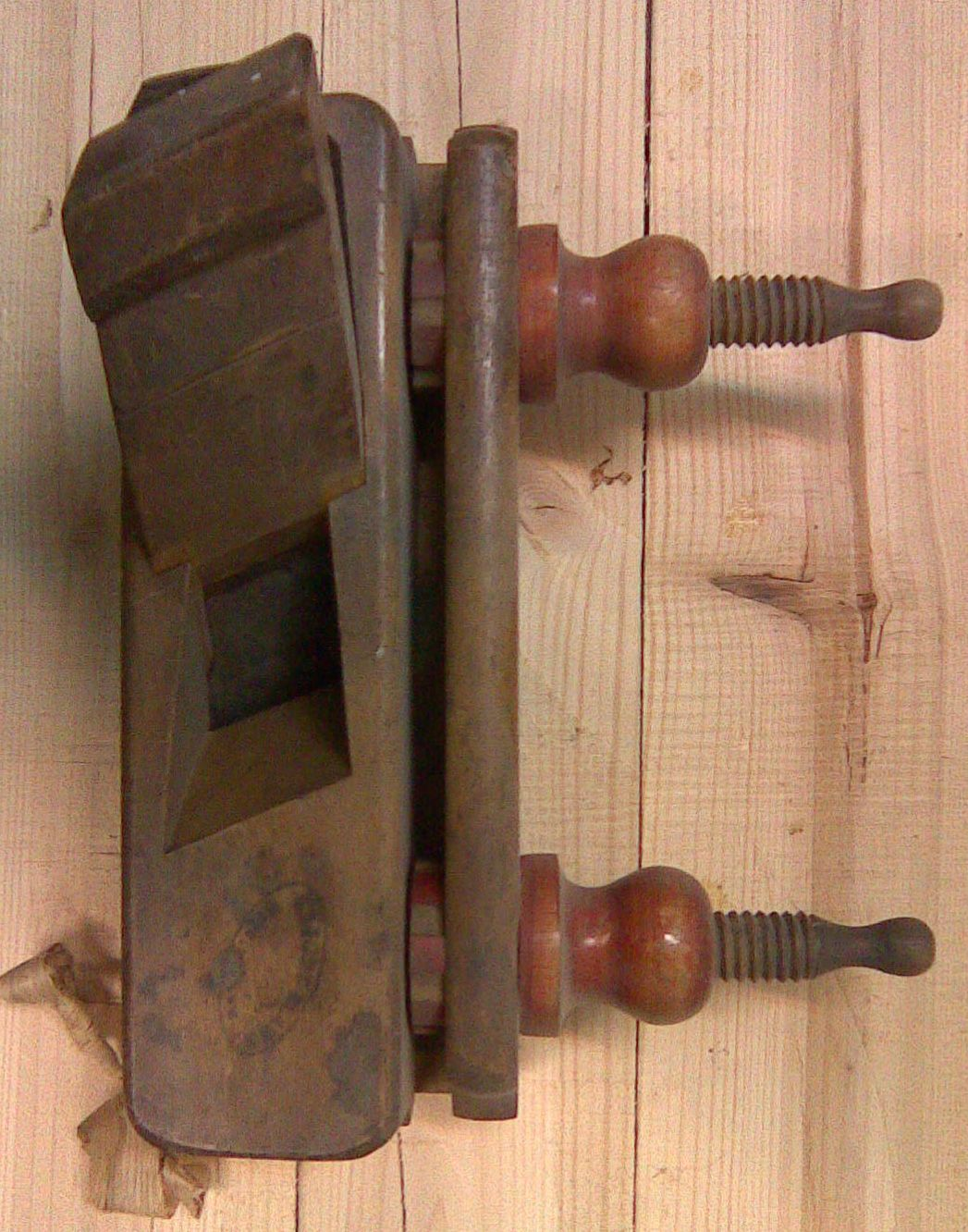
Falzhobel – Beispiele
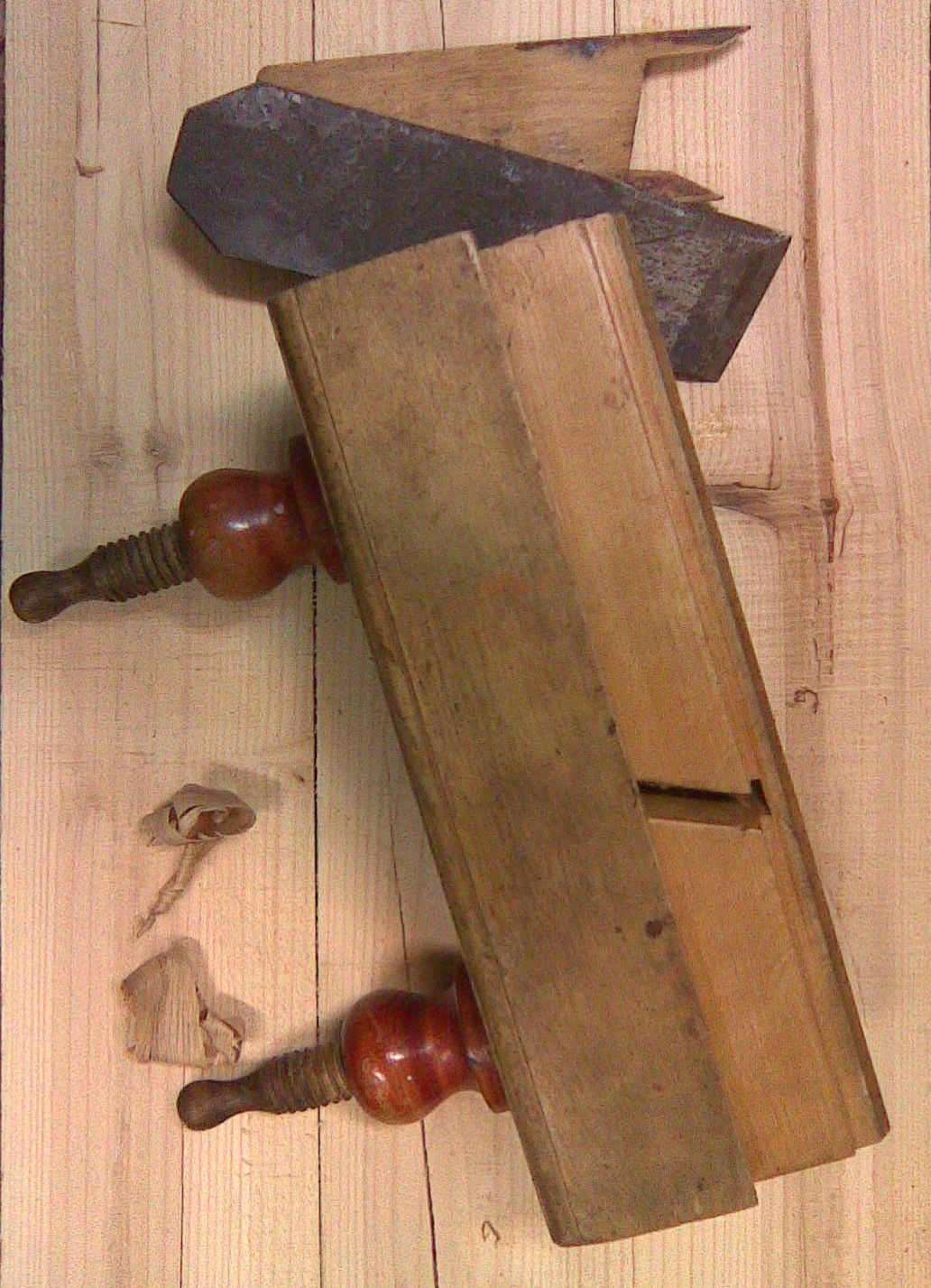